# Jean IV de Rieux

Armes de Jean IV de Rieux

Jean IV de Rieux, né le 27 juin 1447 et mort le 9 février 1518, est un noble breton, seigneur de Rieux et de Rochefort-en-Terre, nommé maréchal de Bretagne en 1470.

## Biographie
Jean IV de Rieux a pour parents François Ier de Rieux (11 novembre 1418 - 20 novembre 1458), fils de Jean III de Rieux et de Jeanne d'Harcourt, et Jeanne de Rohan (1415-1459), fille d'Alain IX de Rohan et de Marguerite de Bretagne.
Sire de Rieux et de Rochefort, baron d'Ancenis, comte d'Harcourt, vicomte de Donges, seigneur de L'Argoët, il est nommé maréchal de Bretagne en 1470 et général des armées du duc de Bretagne en 1472, capitaine de la ville de Rennes en 1476 et de celle de Nantes en 1488, année où, à la mort du duc François II (9 septembre), il est aussi désigné comme tuteur de la jeune duchesse Anne.
En 1488, il commande l'armée bretonne à la bataille de Saint-Aubin-du-Cormier contre le roi de France Charles VIII. Il est mort le 9 février 1518 au siège de Salza, sur la frontière d'Espagne.

Avec Isabelle de Brosse, fille de Jean III de Brosse, sa troisième épouse, il a trois enfants : Claude Ier de Rieux, François de Rieux et Jean V de Rieux : voir ci-dessous.

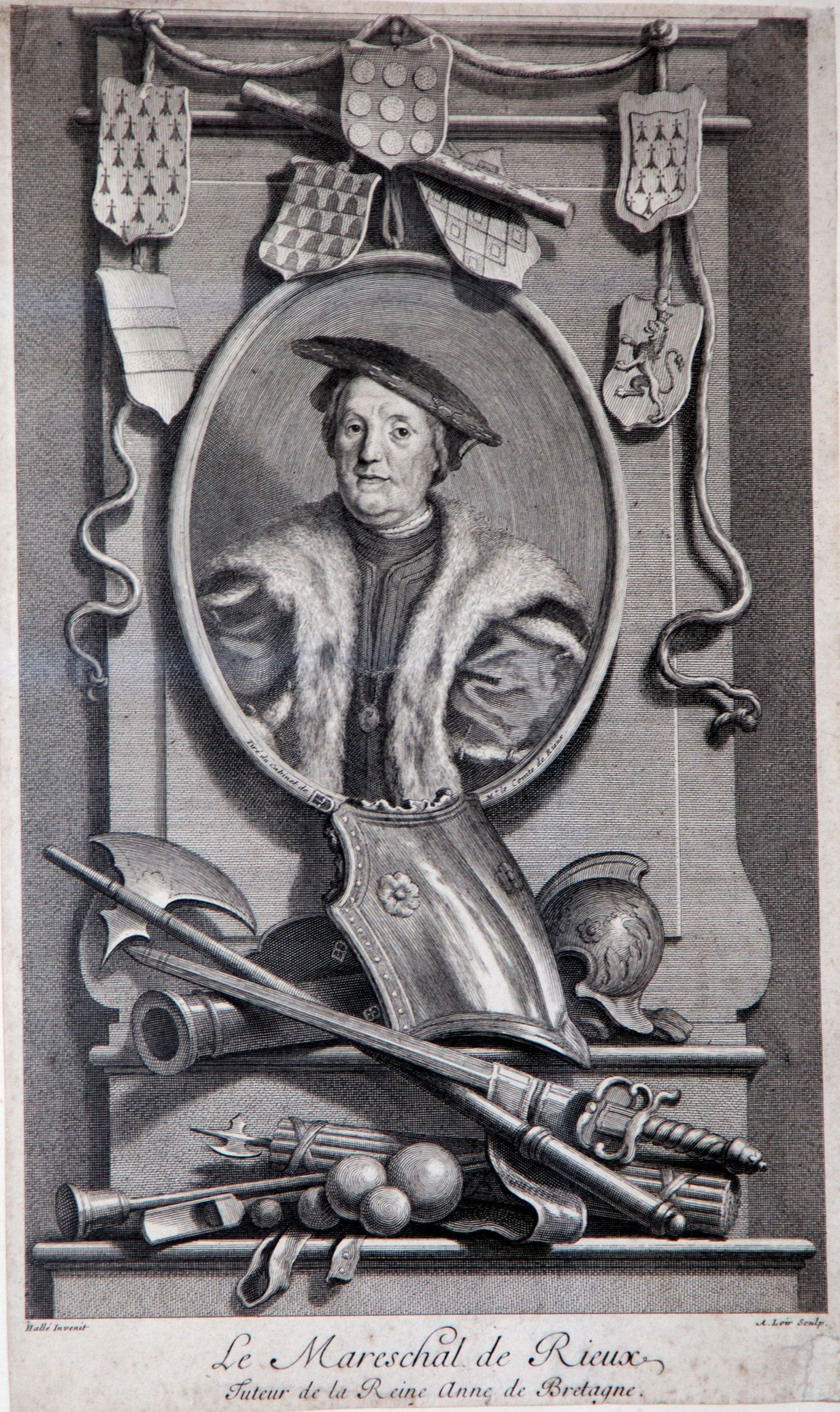
Gravure de Jean IV de Rieux par Alexis Loir après Noël Hallé.

## Unions et descendance
Il épousa successivement : 
1o en 1461 (contrat du 1er mars 1462) Françoise Raguenel, dame de Malestroit, de L'Argoët/Largouët, de Derval, de Rougé, de Châteaugiron etc., décédée en 1481, dont ;
- Francoise de Rieux (morte le 30 octobre 1532) dame de Malestroit, de L'Argoët, de Derval et de Rougé, dame de Châteloger ; épouse le 31 août 1482, François de Laval (fils puîné de Guy XIV), baron de Châteaubriant et Montafilant, seigneur de Gavre, (1464 - 15 janvier 1503), dont postérité : Jean.

2o en 1485-1495, sa seconde épouse est Claude/Claudine fille d'Hardouin IX de Maillé, qui périt par le feu dans un accident survenu au château d'Elven l'année même de son mariage.
3o sa troisième épouse en 1496 fut Isabelle de Brosse (morte en 1527), fille de Jean III de Brosse, comte de Penthièvre et de Louise de Laval (fille de Guy XIV).
Du mariage avec Isabelle de Brosse naquirent :
- Claude Ier de Rieux (15 février 1497 † 19 mai 1532), 19e seigneur de Rieux, seigneur de Rochefort (-en-Terre), comte d'Harcourt (et comte d'Aumale), seigneur d'Assérac, vicomte de Donges, baron d'Ancenis, seigneur de L'Argoët, qui épousa - d'abord le 10 novembre 1518 Catherine de Laval (1504 † 1526), dame de la Roche-Bernard, fille de Guy XVI de Laval (fils de Jean et petit-fils de Guy XIV) et de Charlotte d'Aragon-Naples ; - puis en secondes noces le 20 novembre 1529 ou le 13 décembre 1529, Suzanne de Bourbon († 1570), fille de Louis de Bourbon-Vendôme, prince de la Roche-sur-Yon (1473 † 1520) et de Louise de Bourbon-Montpensier sœur du connétable, décédée en février 1570[2]. Claude de Rieux fut maréchal de bataille lors de la bataille de Pavie le 24 février 1525 où il fut fait prisonnier. Il mourut le 15 juillet 1532 et fut enterré dans la collégiale de Rochefort. Postérité : 
  - 1o Guyonne de Rieux, née Renée de Rieux (1524 † 1567 sans postérité), comtesse de Laval (Mayenne), de Montfort, baronne de Quintin, Elle épouse le 5 janvier 1545 Louis de Sainte-Maure/Guy XVIII de Laval, † 1572, marquis de Nesle et comte de Joigny
  - 1o (ou 2o ?) Claudine de Rieux[3], dame de la Roche-Bernard, de Rieux, et de Rochefort (-en-Terre), mariée le 9 décembre 1548 (Saint-Germain-en-Laye) à François de Coligny (1521 † 1569), seigneur d'Andelot : d'où Guy XIX de Laval († 1586), père de Guy XX († 1605 ; ensuite, les comtes de Laval — Guy XXI  sq. — sont continués par les La Trémoïlle issus d'Anne de Laval, une sœur de Catherine de Laval)
  - 2o Claude II[4] (1530 † 26 avril 1548), 20e seigneur de Rieux, seigneur de Rochefort, comte d'Harcourt (et comte d'Aumale), sans alliance ni postérité[5]
  - 2o Louise de Rieux (vers 1531 † vers 1570), comtesse d'Harcourt, dame d'Ussé, mariée le 3 février 1554 à René II d'Elbeuf : d'où la suite des comtes d'Harcourt et de Rieux, des marquis puis ducs d'Elbeuf, des barons d'Ancenis, des sires de Rochefort et d'Ussé
- François de Rieux, qui devint sieur d'Assérac, de Ranrouët et de Faugaret, marié vers 1525 à Renée de La Feillée, dame du Gué-de-L'Isle, dont descendance
- Jean V de Rieux, né en 1507-1508 † 24 décembre 1563[6], seigneur de Châteauneuf et de Sourdéac, qui hérita à son tour de la terre d'Assérac et devint aussi seigneur de Châteauneuf. C'est lui qui acquit la terre de Sourdéac en Glénac. Clerc sans être prêtre, il devint abbé commendataire de l'abbaye de Prières (en Billiers, diocèse de Vannes) jusqu'en 1533 et il fut en même temps évêque de Saint-Brieuc de 1525 à 1545, puis évêque de Tréguier entre 1545 et 1548. Jamais sacré évêque, il se marie tardivement en 1548 avec Béatrix de Jonchères, dame de La Perrière en Anjou et veuve de Jean de Montécler, d'où : 
  - Guy Ier de Rieux ( † 12 février 1591), seigneur de Châteauneuf, vicomte de Donges, Gouverneur de Brest, dont descendance
  - René de Rieux (1558 † 4 décembre 1628 - Assé-le-Boisne), sire de Sourdéac, Marquis d'Ouessant, chevalier du Saint-Esprit : Postérité
  - Renée de Rieux, la Belle de Châteauneuf, fille d'honneur de Catherine de Médicis, adorée par Henri III alors duc d'Anjou, mariée à Philippe Altoviti, baron de Castellane : Postérité
- Péronnelle de Rieux.

## Titres
Il avait pour titres :
- 18e seigneur de Rieux
- Baron de Malestroit
- Baron d'Ancenis
- Seigneur de Cranhac
- Seigneur de Rochefort
- Comte d'Aumale
- Comte d'Harcourt (en Normandie)
- Vicomte de Donges
- Seigneur de Couëron
- Seigneur de Largoët
- Seigneur de Châteaugiron
- Seigneur de Derval
- Seigneur de La Bellière
- 13e seigneur de Rougé
- Régent[7] de Bretagne
- Maréchal de Bretagne
- Lieutenant-général du roi en Bretagne
- Capitaine de Rennes